# Bahrain la Jocurile Olimpice de vară din 2016
Bahrainul a participat la Jocurile Olimpice de vară din 2016 de la Rio de Janeiro în perioada 5 – 21 august 2016, cu o delegație de 34 de sportivi, care a concurat în patru sporturi. Cu un total de două medalii, inclusiv una de aur, Bahrain s-a aflat pe locul 48 în clasamentul final.

## Participanți
Delegația Bahrainnă a cuprins 34 de sportivi: 20 bărbați și 14 femei. Cel mai tânăr atlet din delegația a fost înotătoarea Fatema Almahmeed (17 ani), cel mai vechi a fost alergătorul Benson Kiplagat Seurei (32 de ani).
| Sport    | Masculin | Feminin | Total |
| -------- | -------- | ------- | ----- |
| Atletism | 17       | 13      | 30    |
| Lupte    | 1        | 0       | 1     |
| Natație  | 1        | 1       | 2     |
| Tir      | 1        | 0       | 1     |
| Total    | 20       | 14      | 34    |

## Medalii

### Medaliați
| Medalie | Nume         | Sport    | Probă            | Dată      |
| ------- | ------------ | -------- | ---------------- | --------- |
| Aur     | Ruth Jebet   | Atletism | 3000 m obstacole | 15 august |
| Argint  | Eunice Kirwa | Atletism | Maraton feminin  | 14 august |

### Medalii după sport
| Sport     | Aur | Argint | Bronz | Total |
| Badminton | 1   | 0      | 0     | 1     |
| Haltere   | 0   | 2      | 0     | 2     |
| Total     | 1   | 2      | 0     | 3     |